# Мичијевићи
Мичијевићи су насељено мјесто у граду Лукавац, у Федерацији Босне и Херцеговине, у Босни и Херцеговини.
Према попису становништва из 2013. у насељу је живјело 40 становника.

## Географија
Налазе се на Озрену.

## Становништво
| Националност       | 2013. | 1991. | 1981. | 1971. |
| Срби               | 40    | 331   | 359   | 405   |
| Југословени        |       |       |       |       |
| Муслимани          |       |       |       | 1     |
| Хрвати             |       | 1     |       |       |
| остали и непознато |       |       |       | 2     |
| Укупно             | 40    | 332   | 359   | 408   |